# Элсмир-Порт
Элсмир-Порт (англ. Ellesmere Port) — город и порт в графстве Чешир Великобритании, входит в состав унитарной единицы Западный Чешир и Честер. 
Является крупным промышленным центром. Здесь расположены нефтеперерабатывающий и химический заводы, а также автомобильный завод Vauxhall Motors, являющийся подразделением Groupe PSA.

## География
Город расположен на берегу реки Мерси в 6 милях на север от Честера.